# Yoni Krief
Pour les articles homonymes, voir Krief.
Yoni Krief (né le 13 novembre 1977 à Garges-lès-Gonesse, dans le Val-d'Oise) est  rabbin. Il est un des dix candidats à l'élection de Grand-rabbin de France du 22 juin 2014.

## Éléments biographiques
Yoni Krief est né le 13 novembre 1977 à Garges-les-Gonesses (Val d'Oise). Il est l'aîné de 6 enfants [un frère et 4 sœurs].
Il fait ses études rabbiniques au Séminaire israélite de France (SIF).
Il est aumônier israélite des hôpitaux Gustave Roussy et Pompidou. 
Il déclare avoir subi une agression de caractère antisémite en janvier 2001, à la sortie de la gare de Garges-lès-Gonesse, qui lui laisse un traumatisme. Depuis, il ne retourne plus dans sa ville natale.

## Rabbin de Nantes
Il devient rabbin de Nantes et de la région Pays de la Loire de septembre 2006 à 2015. 
Il est titulaire de deux Masters universitaire : l'un en Hébreu moderne et l'autre en Histoire. Il a obtenu en 2022 un Doctorat en droit public.

## Rabbin de Bruxelles
Depuis son départ de Nantes il est Rabbin à la Synagogue Sépharade de Bruxelles.

## Candidat à l'élection de Grand-rabbin de France en 2014
À l'élection du 22 juin 2014, pour le poste de Grand-rabbin de France, Yoni Krief est un des dix candidats. Les neuf autres candidats sont: Raphaël Banon, Laurent Berros, Bruno Fiszon, Elie Elkiess, Olivier Kaufmann, Haïm Korsia, Meïr Malka, Alain Sénior et David Shoushana,.
Au moment de l'élection, il ne reste plus que six candidats,, les autres, dont Yoni Krief, s'étant retirés.
Sur les 313 électeurs, seulement 233 sont présents (177 électeurs et 56 suppléants). Au premier tour, seulement 227 suffrages sur 233  et au deuxième tour seulement 228 suffrages sur 233 sont exprimés.
Les résultats du premier tour sont les suivants :
- Haïm Korsia : 94 voix (41,41 %),
- Olivier Kaufmann : 52 voix (22,90 %),
- Laurent Berros : 41 voix (18,06 %),
- Alain Sénior : 32 voix (14,09 %),
- Meir Malka : 4 voix (1,76 %)
- David Shoushana : 4 voix (1,76 %)

Haïm Korsia est élu Grand Rabbin de France, au deuxième tour, avec 131 voix (57,45 %) contre 97 voix (42,54 %) pour Olivier Kaufmann,.